# Norbert Nagy (piłkarz)
Norbert Nagy (ur. 20 czerwca 1969 w Hajdúnánás – zm. 9 maja 2003 w Szombathely) – węgierski piłkarz grający na pozycji lewego obrońcy. Był reprezentantem Węgier.

## Kariera klubowa
Swoją karierę piłkarską Nagy rozpoczął w klubie Olefin Leninváros. W 1990 roku awansował do pierwszego zespołu i w sezonie 1990/1991 zadebiutował w jego barwach w trzeciej lidze węgierskiej. Zawodnikiem Olefin był przez rok. W 1991 roku przeszedł do Nyíregyházi VSSC. W sezonie 1991/1992 wywalczył z nim awans z drugiej do pierwszej ligi. W klubie z Nyíregyházy grał do końca sezonu 1992/1993.
Latem 1993 Nagy przeszedł do drugoligowego Diósgyőri VTK, w którym grał przez rok. W 1994 roku odszedł z niego do Stadler FC. W nim spędził półtora roku.
Na początku 1996 roku Nagy został zawodnikiem Ferencvárosi TC. Swój debiut w nim zanotował 16 marca 1996 w zwycięskim 1:0 domowym meczu z Debreceni VSC. W Ferencvárosi grał do końca 2001 roku. Z klubem tym wywalczył dwa tytuły mistrza Węgier w sezonach 1995/1996 i 2000/2001 oraz trzy wicemistrzostwa Węgier w sezonach 1997/1998, 1998/1999 i 2001/2002.
Na początku 2002 roku Nagy przeszedł do drugoligowego Lombardu Tatabánya. Latem 2002 odszedł do Szombathelyi Haladás. 9 maja 2003 zginął w wypadku samochodowym przy granicy z Szombathely.
| Sezon   | Klub                     | Kraj  | Rozgrywki | Mecze | Gole |
| ------- | ------------------------ | ----- | --------- | ----- | ---- |
| 1990/91 | Olefin Leninváros        | Węgry | NB III    | ?     | ?    |
| 1991/92 | Nyíregyházi VSSC         | Węgry | NB II     | ?     | ?    |
| 1992/93 | Nyíregyháza Spartacus FC | Węgry | NB I      | 21    | 0    |
| 1993/94 | Diósgyőri VTK            | Węgry | NB II     | 27    | 1    |
| 1994/95 | Stadler FC               | Węgry | NB I      | 29    | 1    |
| 1995/96 | Stadler FC               | Węgry | NB I      | 15    | 0    |
| 1995/96 | Ferencvárosi TC          | Węgry | NB I      | 10    | 0    |
| 1996/97 | Ferencvárosi TC          | Węgry | NB I      | 29    | 0    |
| 1997/98 | Ferencvárosi TC          | Węgry | NB I      | 26    | 0    |
| 1998/99 | Ferencvárosi TC          | Węgry | NB I      | 17    | 1    |
| 1999/00 | Ferencvárosi TC          | Węgry | NB I      | 29    | 0    |
| 2000/01 | Ferencvárosi TC          | Węgry | NB I      | 22    | 0    |
| 2001/02 | Ferencvárosi TC          | Węgry | NB I      | 5     | 0    |
| 2001/02 | Lombard Tatabánya        | Węgry | NB II     | ?     | ?    |
| 2002/03 | Szombathelyi Haladás     | Węgry | NB II     | 13    | 1    |

## Kariera reprezentacyjna
W reprezentacji Węgier Nagy zadebiutował 6 września 1995 w przegranym 0:2 meczu eliminacji do Euro 96 z Turcją, rozegranym w Stambule. W swojej karierze grał też w eliminacjach do MŚ 1998. Od 1995 do 1997 rozegrał w kadrze narodowej 16 meczów i strzelił 1 gola.